# Petit Ruau

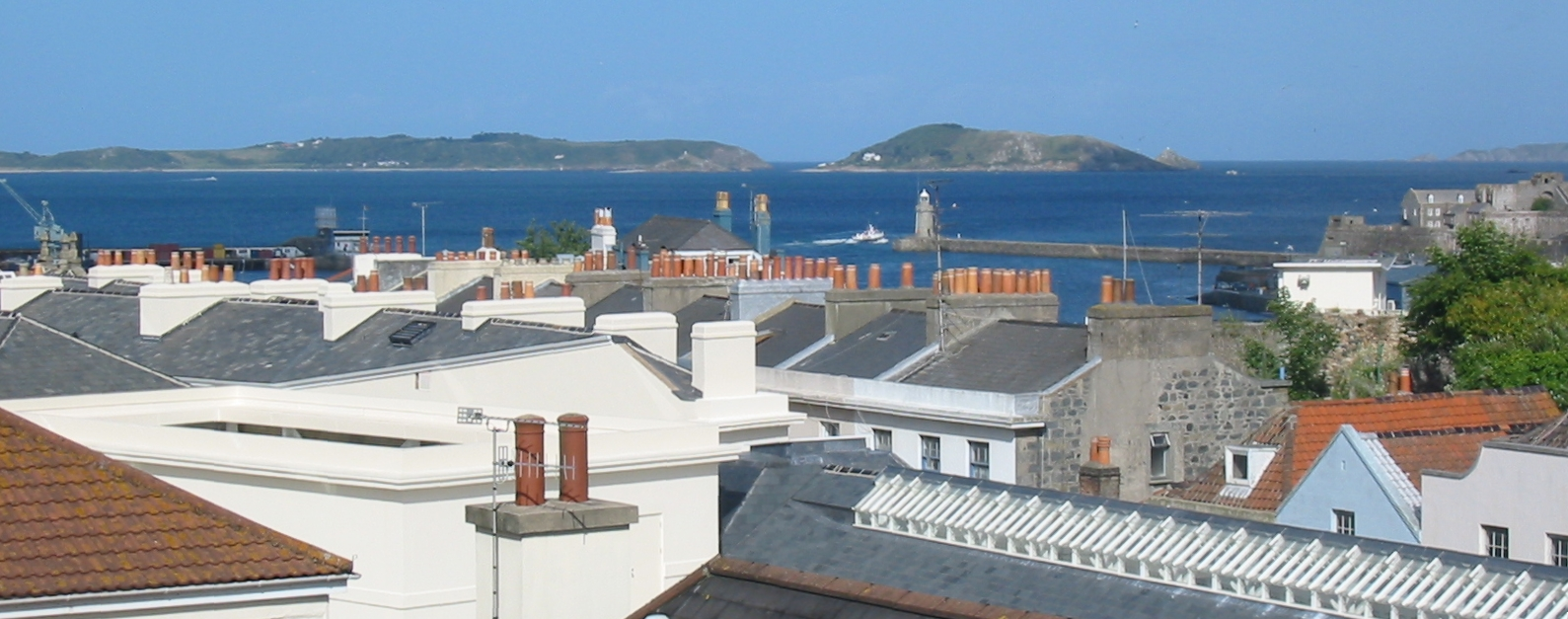
La passe du Petit Ruau depuis Saint-Pierre-Port avec l'île d'Herm à l'horizon.

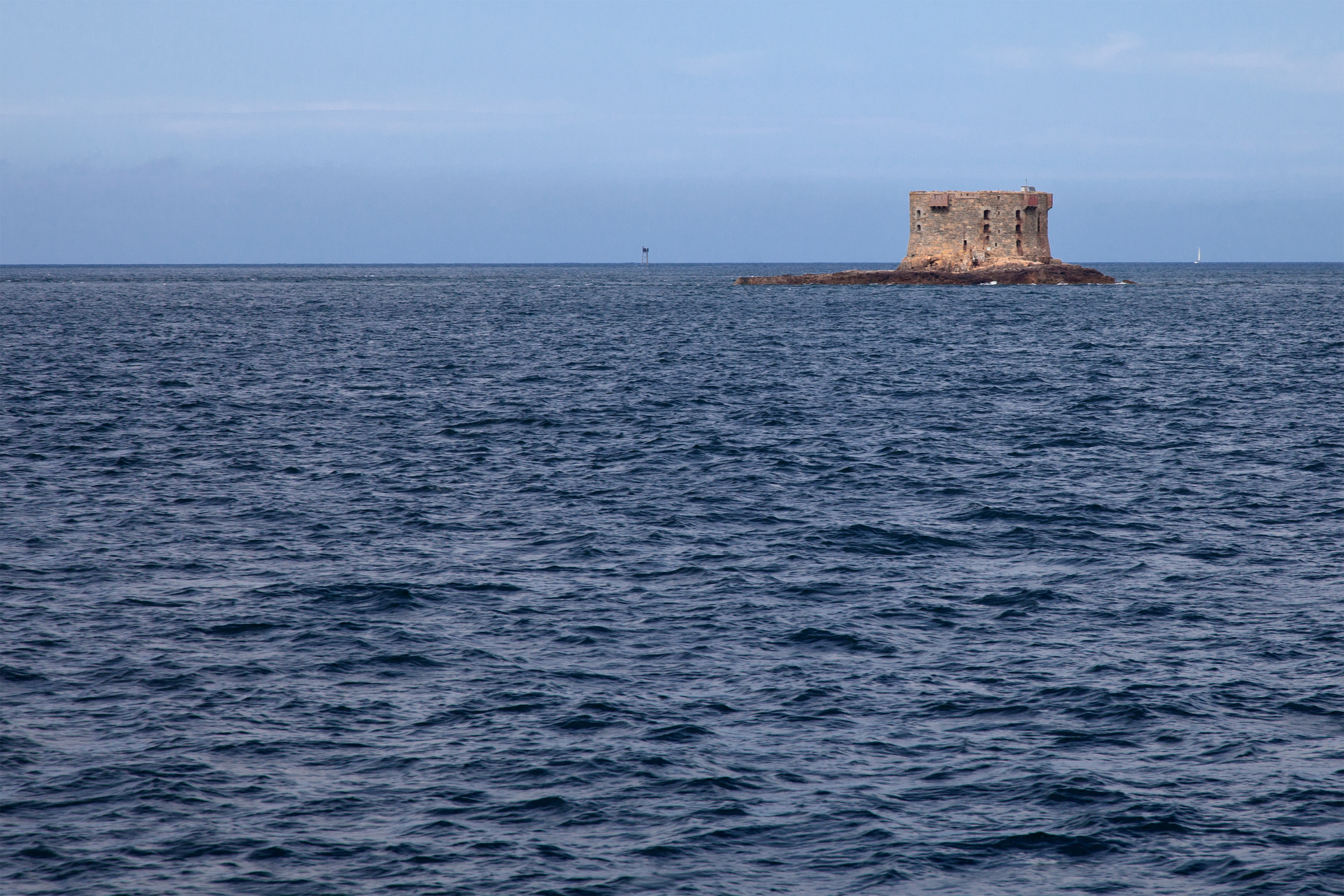
La tour Bréhon au milieu du Petit Ruau.

Le petit Ruau (appelé également le petit Roussel) est une passe maritime qui sépare l'île de Guernesey de l'île d'Herm dans les îles Anglo-Normandes.
Les principaux ports de ces deux îles se font face. La ville portuaire de Saint-Pierre-Port est située sur la passe du petit Ruau.
Le château Cornet s'élève sur une presqu'île reliée au port de Saint-Pierre-Port par une digue et fait face à l'île d'Herm.
La tour Bréhon est une tour Martello sur laquelle est placé un phare et qui s'élève sur l'îlot de Bréhon au milieu du Petit Ruau.
Le Petit Ruau est une passe plus étroite que celle qui sépare les îles d'Herm et de Sercq et qui porte le nom de Grand Ruau.